# John Victor Murra
John Victor Murra, nome di nascita Isak Lipschitz (Odessa, 24 agosto 1916 – Ithaca, 16 ottobre 2006), è stato un sociologo e antropologo statunitense, studioso dell'impero Inca.

## Biografia
Emigrò negli Stati Uniti d'America nel 1934, e due anni dopo combatté nella guerra civile spagnola come repubblicano. Conseguì una laurea breve in sociologia presso la University of Chicago, e nello stesso ateneo ottenne un master nel 1942 ed una laurea nel 1956, entrambi in antropologia. Insegnò presso la Universidad de Puerto Rico (1947-50), il Vassar College (1950-61), la Università Yale (1962-63), la Universidad de San Marcos (1964-66), e la Cornell University (1968-82).
Tra i suoi lavoro si trova lo sviluppo di una nuova prospettiva dell'impero Inca, dove commercio e regali tra amici e parenti erano molto diffusi. Tramite un'attenta lettura degli archivi coloniali e di corte spagnoli, scoprì che gli Inca che abitavano la foresta pluviale si arrampicavano sulle Ande per barattare i propri prodotti agricoli con la lana prodotta dagli amici che abitavano le montagne. Murra chiamò questa cosa l'"arcipelago verticale", e si tratta di un'ipotesi confermata da successivi studiosi. Nonostante alcune parti della teoria siano criticate da qualcuno, è diventato il modello economico accettato riguardo alle Ande Centrali di quel tempo.
Tra le opere di Murra si trovano The Economic Organization of the Inca State (1956), Cloth and its Functions in the Inca State (1962), e El mundo andino: población, medio ambiente y economía (2002). Dopo essersi ritirato dall'insegnamento lavorò presso il MuseoNazionale di Etnografia di La Paz, in Bolivia. Morì nella sua casa di Ithaca, New York, nel 2006.